# Albin Peyron

## Biografía
Nacido en Nîmes, en el departamento de Gard, Albin Octave Louis Peyron es hijo de un comerciante, Albin Peyron, y Magdelaine Amélie Theulle  .
Desde noviembre de 1891 a noviembre de 1894, se incorporó al 15 sección de ordenanzas militares del 3 regimiento de infantería, en Marsella.

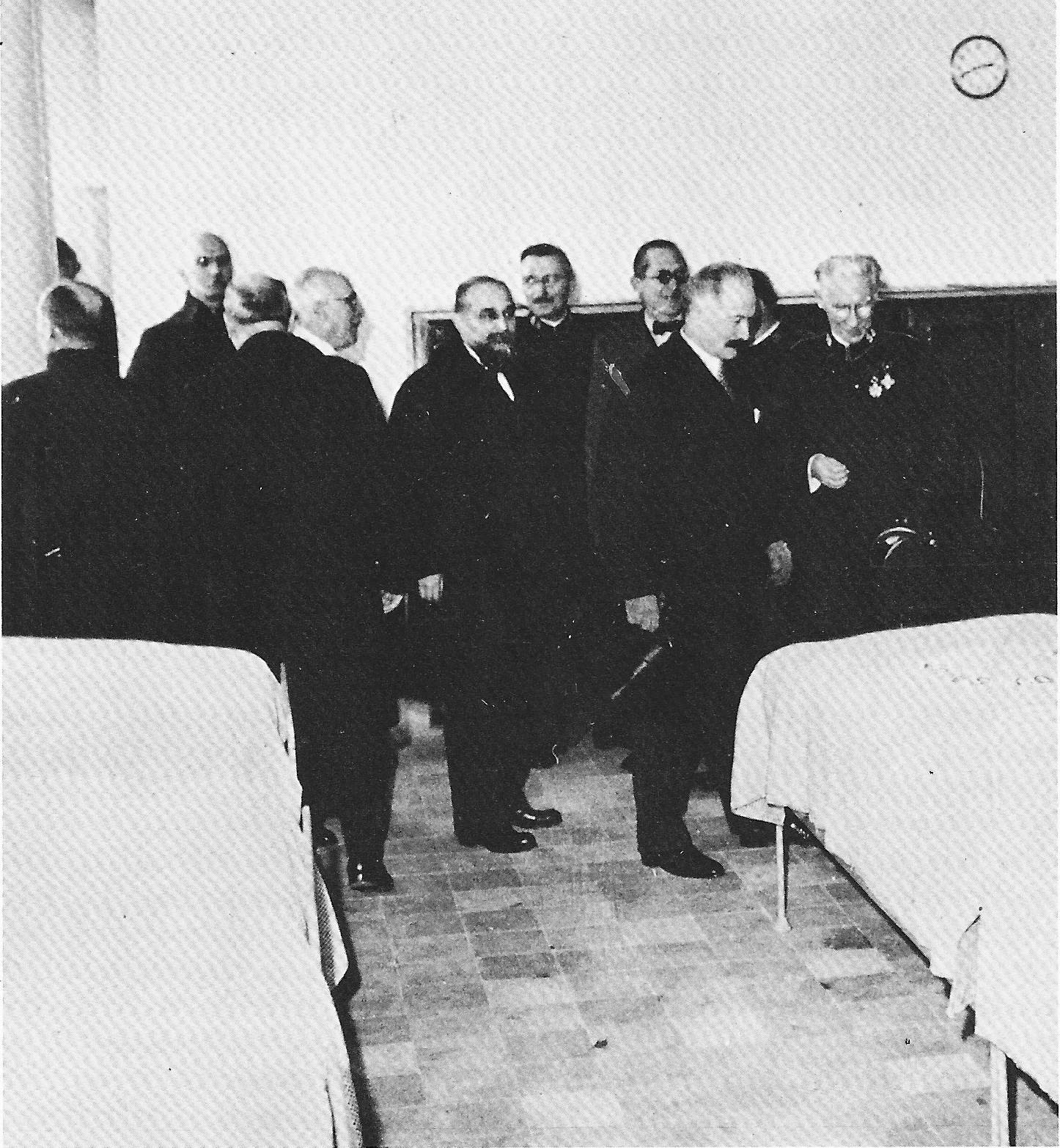
Albin Peyron (a la derecha) con el presidente de la República Albert Lebrun (2.º a la derecha) y el arquitecto Le Corbusier (3.º a la derecha) en 1933 durante la inauguración de la "Cité de Refuge", en 12 rue Cantagrel en el distrito 13 de París.

Albin Peyron, comprometido el 10 de febrero de 1884, a la edad de 14 años, en las filas del Ejército de Salvación, dedicó toda su vida a esa organización. Junto con su esposa Blanche, se convirtieron en comandantes territoriales de Francia desde el 5 de mayo de1917 al 11 de septiembre de 1934 .
Dotado de gran capacidad de organización, desarrolló en Francia las acciones sociales del Ejército de Salvación en favor de los más pobres:
- A partir de 1926, creó " las sopas de medianoche" para proporcionar un plato de sopa caliente a las personas sin hogar en París.

- Se encargó de construir edificios para proporcionar albergue a las personas más desfavorecidas. El 8 de julio de 1925, se inauguró el Palacio del Pueblo en 29 rue des Cordelières en el distrito 13 de París. Luego, el 23 de enero de 1926, abrió el Palais de la Femme[2] en 94 rue de Charonne en el distrito 11 de París. Finalmente, el 7 de diciembre de 1933, inauguró la Cité de Refuge,[3] en el número 12 de la rue Cantagrel en el distrito 13 de París, evento que contó con la presencia del presidente Albert Lebrun .

A petición suya, en 1928, el oficial del Ejército de salvación Charles Péan investiga la situación de los presidarios en Cayena. A partir de entonces, el Ejército de Salvación trabajará en el cierre de la colonia penal y en la rehabilitación de los ex convictos .
Mediante un decreto-ley del 17 de junio de 1938, firmado por el presidente de la República Albert Lebrun, se abolió la deportación, pero la detención siguió siendo aplicable hasta 1945.

## Homenajes y posteridad
- Fue nombrado Caballero de la Legión de Honor el 8 de febrero de 1927.[4]
- En 1995, se inaugura en París (en el distrito 20) un establecimiento social del Ejército de Salvación bajo el nombre de Résidence Albin-Peyron.[5]
- La calle Albin-et-Blanche-Peyron en Nîmes rinde homenaje a la pareja.